# Großwenkheim
Großwenkheim ist ein Gemeindeteil der Stadt Münnerstadt im unterfränkischen Landkreis Bad Kissingen in Bayern.

## Geographische Lage
Das Pfarrdorf liegt östlich des Kernortes an der Wannig. Durch den Ort verläuft die Staatsstraße 2282, die westwärts nach Kleinwenkheim und ostwärts nach Großbardorf führt. Die durch den Ort verlaufende Kreisstraße KG 11 mündet nordwärts in die Kreisstraße KG 2 und führt südwärts nach Seubrigshausen.

## Geschichte
Im Jahre 788 schenkten die Mattonen Güter dem Kloster Fulda. Dabei wurde Großwenkheim (und ein dortiges kleines Kloster) als „Wenkheim“ erstmals genannt. In einer Schenkungsurkunde aus dem Jahre 842 wird „Waccanheim“ als Geschenk eines „Eruuin“ an das Stift Fulda erwähnt. Erst im 13. Jahrhundert wurde zwischen Groß- („Maiori Weinghem“) und Kleinwenkheim („Weynckheim minor“) unterschieden. Noch im 14. Jahrhundert hatte das Geschlecht der Herren von Wenkheim großen Besitz im Ort.
Die ehemalige Kirche wurde 1765 durch den Bau der Kirche Mariä Himmelfahrt ersetzt. Johann Peter Herrlein malte das Gotteshaus aus.
Am 1. Januar 1972 wurde Großwenkheim nach Münnerstadt eingemeindet.

## Persönlichkeiten
- Bonifaz Geßner (1699–1770), Abt des Klosters Bildhausen, geboren in Großwenkheim
- Anton Schlembach (1932–2020), katholischer Bischof von Speyer, geboren in Großwenkheim
- Albin K. Dannhäuser (* 1943), Präsident des Bayerischen Lehrer- und Lehrerinnenverbandes (BLLV) von 1984 bis 2007, geboren in Großwenkheim

## Sonstiges
- Im Dorf gibt es einen Kindergarten.
- Im Dorf gibt es die Senioren Radfahrer Gruppe "die Neitrader "